# 孫平
孫平（1931年11月27日—2025年6月23日），天津人，曾任中華民國空軍作戰司令、副總司令；聯勤總司令部副總司令。

## 生平
空軍軍官學校32期飞行科毕业。入空军参谋大学中队军官班、三军大学战争学院深造。曾两次赴美国接受换装飞行训练。返台湾后，1952年12月后历任飞行员、分队长、中队长、基地副指挥官、大队长、总部情报署飞行官等职。1977年任第三联队副队长。1982年8月任第七联队联队长。1984年任空军军官学校教育长，后任空军总司令部作战署署长、空军作战司令部副司令。1986年10月，接替伍廷槐出任空军作战司令部司令。1989年4月任联勤副总司令、空军中将。1990年7月，任空军总司令部副总司令。
退役後曾任台灣航勤董事長，並於2001年獲得廈門高崎國際機場貨運站經營權，是兩岸航空界首個合資項目。